# PECA
A PECA egy koncertzenekar, melyben egyedi módon képesek kapcsolódni egymással a különböző kultúrák zenéi. A magyar népzene mellett jelentős helyet kapnak nyugat-afrikai tradicionális hatások, az afrobeat és a latin zene, s ezzel együtt Kelet-Európa és a Balkán teljes zenei spektruma. Ez a széles repertoár inspirálóan hat a zenekari tagokra, akik külön-külön is sokféle stílust képviselnek az etnótól a cigány muzsikán át a világzenéig. Dinamikus, perkusszív jellegű zene, melyben egyaránt vannak instrumentális és énekes számok magyar, illetve spanyol nyelven.

## A zenekar rövid története
A zenekar 2003-ban alakult Budapesten Gábos Barna kezdeményezésével, aki egészen fiatalon önképző módon, rendíthetetlen elhivatottsággal vágott bele a zenélésbe. Tinédzser korában beleszeretett az akkor még elsősorban budapesti aluljárókban játszó latin-amerikai utcazenészek által produkált spontán muzsikálásba. Magától értetődő volt számára, hogy elkezdjen gitár órákat venni, emellett beszerzett egy pár fúvós hangszert, gyakorolt éjt nappallá téve, s hamarosan csatlakozott is egy perui, bolíviai és kolumbiai zenészekből álló csoporthoz. Jó ideig zenélt velük, megtanult spanyolul és jóformán bejárta velük az országot. Így finomította zenei készségét, megtalálta saját stílusát, majd Nyugat-Európa nagyvárosaiban kamatoztatta tapasztalatait mint utcazenész, valamint színházi zenész. Néhány szerencsés találkozást követően végül megalapította saját együttesét, melyet kedvenc hobbija után nevezett el.
Az eredeti felállás az évek során több üdítő változáson ment keresztül, ennek köszönhetően alakult ki az a sajátos, érett hangzás, mely ma jellemzi az együttes friss zenei világát. A PECA első lemeze Calle Cartagena 211 címmel jelent meg 2005-ben. Azóta a megújult zenekar – egy-egy tagcserét követően – kibővült, női vokál és néhány nem mindennapi hangszer növeli fellépéseik színvonalát. Jelenleg új albumon dolgoznak, mely várhatóan 2010-ben jelenik meg.

## Tagok

### Tagok
- Gábos Barna – fuvolák, gitár, ének
- Vajdovich Árpád – basszusgitár
- Kovács Norbert – dob
- Takács Márton – ütős hangszerek
- Fehér Károly – ütős hangszerek
- Vidák Róbert – gitár

### Vendégek
- Pátkai Rozina – vokál
- Tabeira Iván – vokál
- Simon Andrea – vokál
- Kálóczi Orsolya – vokál
- Szász Márk Boka – vokál, ütős hangszerek

### Egykori tagok
- Ballay Gergely – dob
- Dés András – ütős hangszerek
- Kardos Dániel – gitár
- Luis Alberto Castillo – ütős hangszerek
- Mogyoró Kornél – dob, ütős hangszerek
- Vad Zoltán – dob